# Uriage-les-Bains
Uriage-les-Bains (ou Uriage) est une station thermale située à 414 m d'altitude, rattachée aux communes de Saint-Martin-d'Uriage et de Vaulnaveys-le-Haut, située dans le département français de l'Isère au pied de la station de Chamrousse. Ses habitants sont appelés les Uriageois(es). Cette station bénéficie d'une eau thermale particulière.
Située à huit kilomètres de Grenoble, elle est desservie par la route départementale 524, qui est l'ancienne route nationale 524 menant de Grenoble à Vizille par Gières.

## Histoire

### Antiquité
Le village fut créé durant l'Empire romain. Les Romains édifièrent des thermes pour profiter des vertus anti-rhumatismales de son eau de source jaillissant à 28 °C. Ils s'aventurèrent jusqu'à la croix de Chamrousse, au pied de laquelle furent trouvées, en 1856, huit médailles romaines en bronze.

### Époque contemporaine

#### LeXIXesiècleet la construction de la station thermale

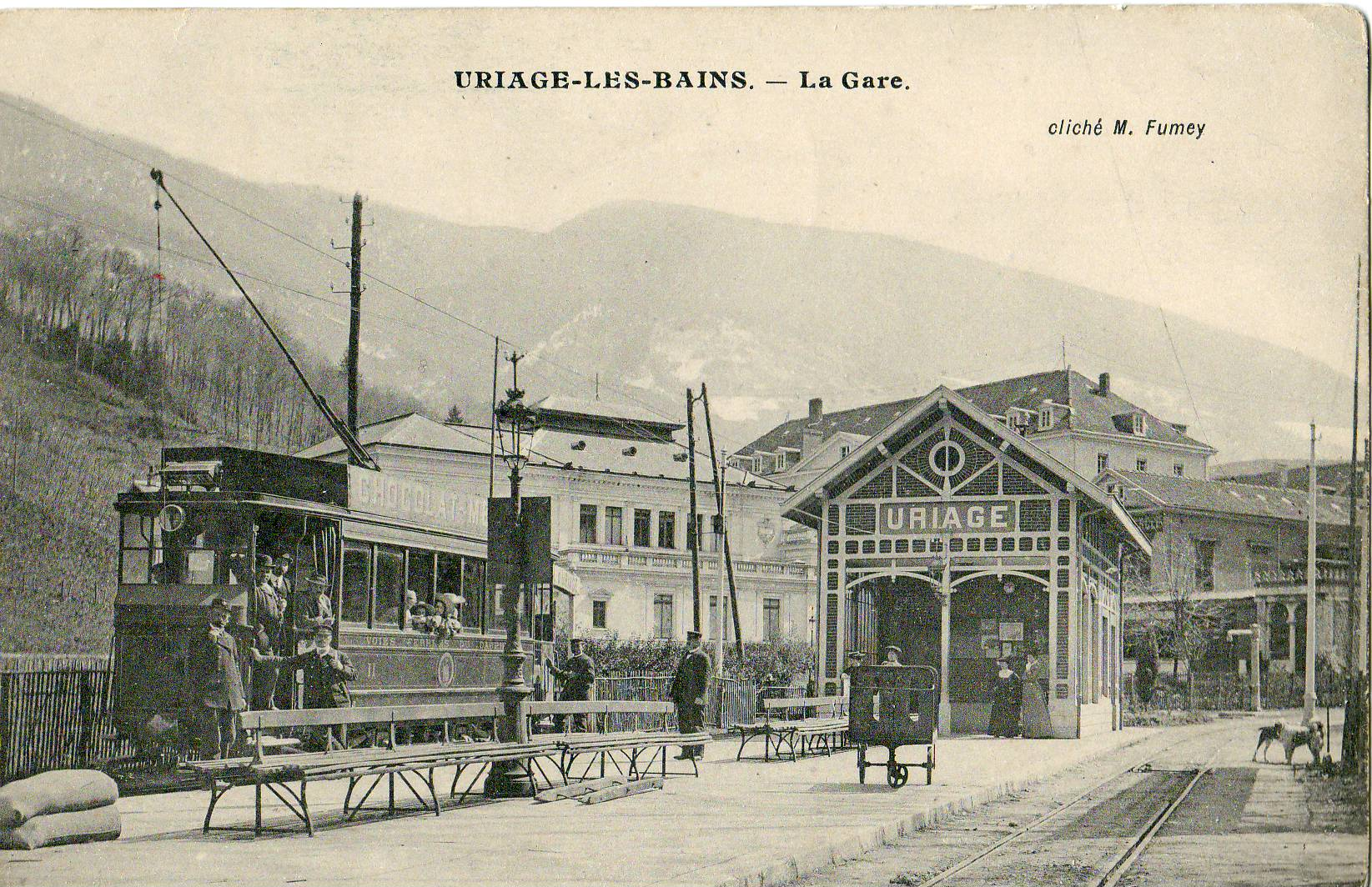
Les tramways VFD à Uriage.

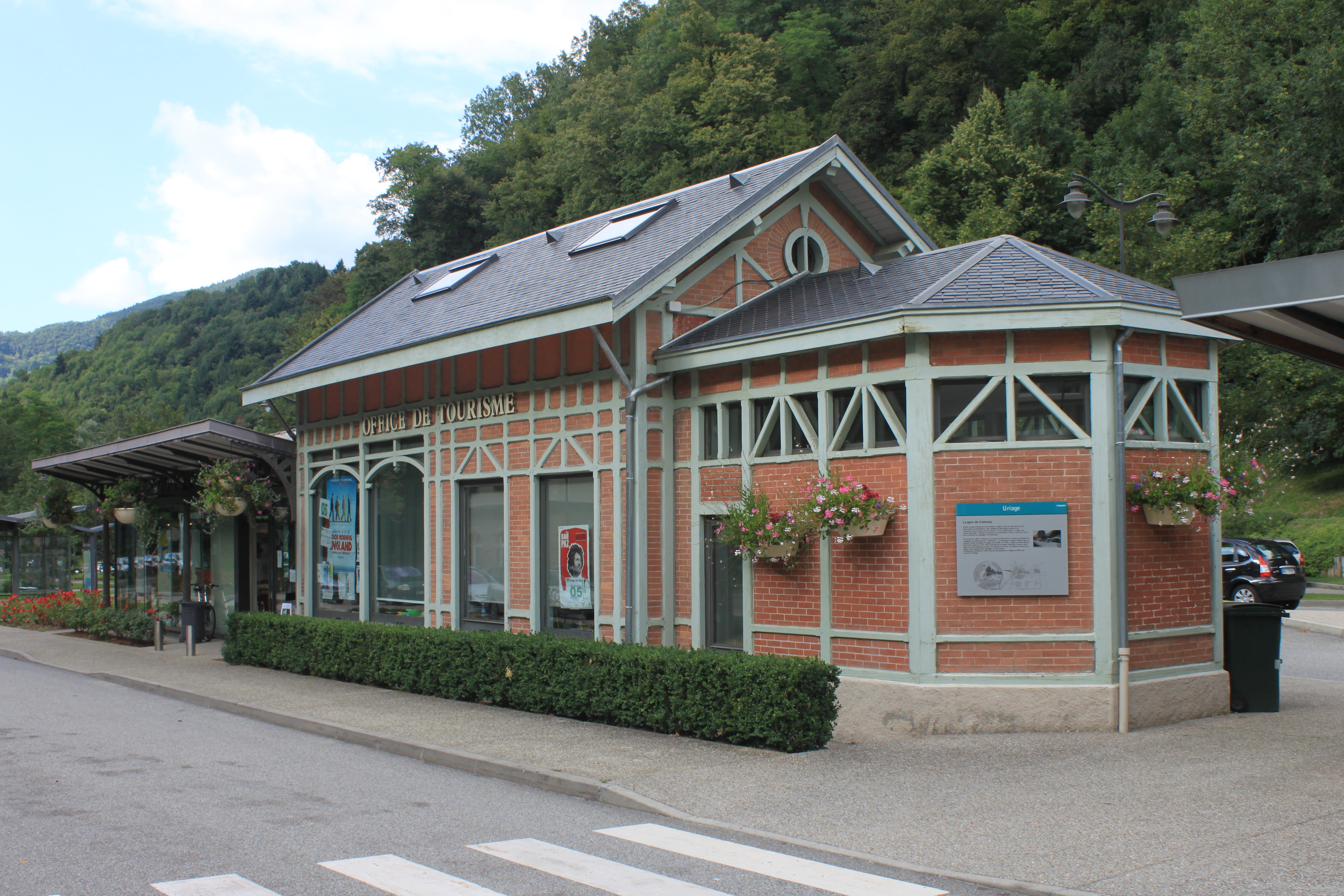
L'ex-gare des VFD, aujourd'hui devenue office du tourisme de la ville.

Après la Révolution française, les Dauphinois redécouvrent l'eau thermale d'Uriage et aménagent le village en y construisant une station thermale. Celle-ci est la première du Dauphiné.
À partir de 1821, Madeleine-Françoise de Langon, marquise de Gauteron (ou Gautheron), propriétaire du château d’Uriage, fait édifier sur son domaine un premier établissement thermal à la condition que le lieu soit réservé aux soins des indigents. À sa demande, la route d’Uriage à Gières par la gorge du Sonnant est rendue carrossable. Son neveu et héritier, Louis de Saint-Ferriol (1814-1877) poursuit son œuvre,.
En 1858, le dermatologue Pierre Doyon s'installe à Uriage-les-Bains et participe au développement du centre de la cure thermale de la ville. Il y meurt le 21 septembre 1907.

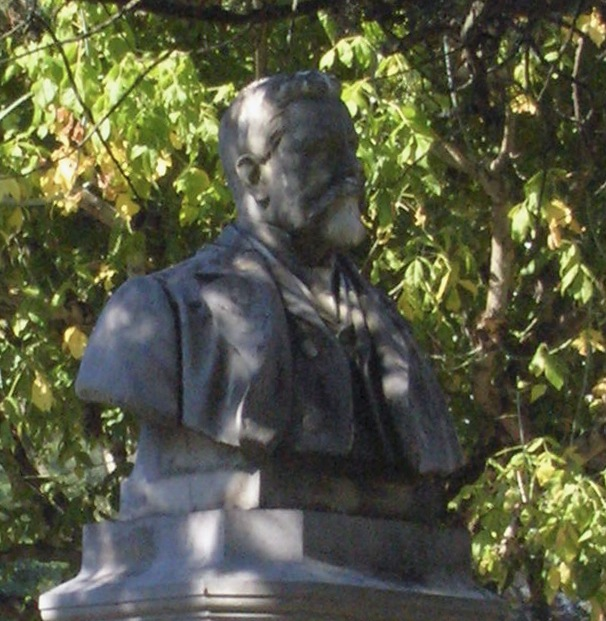
Statue du docteur Doyon dans le parc d'Uriage.

Peu à peu, le village s'agrandit et accueille commerces, hôtels (de style néo-classique), tout au long du XIXe siècle. À partir de 1890, voient le jour un casino et une station de tramway (1894) avec une liaison des Voies ferrées du Dauphiné (VFD) qui relie Grenoble à Vizille et au Bourg-d'Oisans.
D'autres activités se développent avec la construction d'un hippodrome, d'un terrain de golf et de courts de tennis.
Uriage est alors un lieu touristique fréquenté, dont la renommée est nationale, voire internationale ; en témoigne par exemple une affiche de la Compagnie des chemins de fer de Paris à Lyon et à la Méditerranée faisant la promotion de ce lieu de villégiature.

#### Première Guerre mondiale
Durant la Première Guerre mondiale, Uriage accueille un hôpital militaire. Il est inauguré le 10 septembre 1914. Fonctionnant dans un premier temps comme une annexe de l’hôpital militaire de Grenoble, il devient l’hôpital complémentaire no 42 le 1er avril 1915,.

#### Première moitié duXXesiècle: succès et déclin
Uriage est une station thermale très à la mode durant les années 1920, mais la crise économique qui touche la France dans les années 1930, puis la Seconde Guerre mondiale mettent un terme à ce succès. Au lendemain de la guerre, la plupart des hôtels de luxe sont revendus pour y réaliser des appartements ; la mode du thermalisme s'estompe, entraînant le village dans une crise.

#### Seconde Guerre mondiale

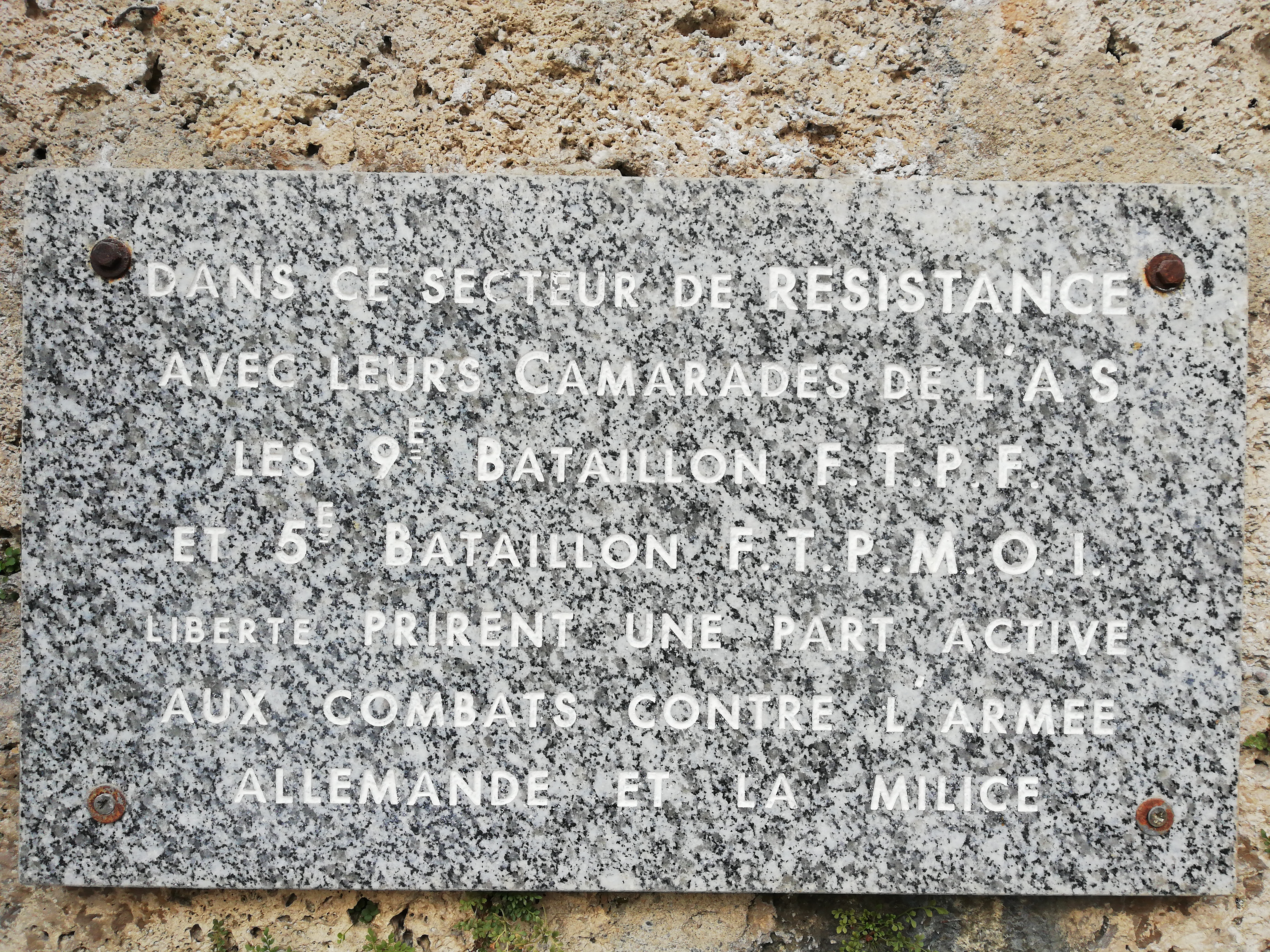
Plaque commémorative de la Résistance à Uriage durant la Seconde Guerre mondiale, près de la fontaine de la déesse Hygie.

Durant la Seconde Guerre mondiale, Uriage a joué un rôle dans la résistance française, avec l'École des cadres d'Uriage (dont a fait partie Hubert Beuve-Méry, fondateur du Monde). Cette école s'installe dans le Château d'Uriage, qui surplombe le village.

#### Seconde moitié duXXesiècle: Renaissance du site
Laissé à l'abandon pendant trente années, le village renaît grâce à la construction d'un hôpital thermal à proximité de la station, cela grâce aux efforts des deux communes du Syndicat intercommunal de gestion d'Uriage. Le village retrouve son charme d'antan, sous la direction de monsieur Assouly, PDG des Établissements thermaux du Grand Hôtel et du restaurant Les Terrasses.
Claude Bensoussan contribue a redonner à la station thermale ses lettres de noblesse. Elle redevient un endroit à la mode dans les années 1990 avec un parc thermal pour de longues promenades, des activités sportives (golf, tennis) et la réouverture du Grand Hôtel et du restaurant Les Terrasses relancé par Stéphane Cano, directeur pendant plus de 25 ans. Le restaurant obtient sous les commandes de Philippe Bouissou en 1992 les Clefs d’or de la gastronomie du guide Gault et Millau. En 1997, le chef obtient la note de 17/20, toujours au Gault et Millau. En 2000, vient la 1re étoile au Guide Michelin et, en 2002, la consécration pour Philippe Bouissou et Stéphane Cano avec la 2e étoile du Guide Michelin. En 2007, c'est le second de cuisine Christophe Aribert qui en devient le chef.

## Indication thérapeutique
L'eau thermale d'Uriage est sulfurée, chlorurée sodique, et a une concentration moléculaire semblable à celle du sérum sanguin humain, ce qui est unique au monde et permettait de les administrer directement en injections intramusculaires[réf. nécessaire].
De nos jours, elle est indiquée pour soigner les affections suivantes :
- les affections des muqueuses bucco-linguales ;
- la dermatologie (psoriasis, eczémas, dermatoses chroniques) ;
- la rhumatologie et les traumatismes ostéo-articulaires (arthroses, toutes les formes de rhumatismes) ;
- les voies respiratoires (sinusites, rhinopharyngites, rhinites allergiques).

Les techniques de cure sont diverses : douches, bains, hydromassages, applications de boues, douches filiformes, aérosols…

## Lieux et monuments
Les différents monuments et activités de la station sont: un casino du groupe Joa, un hôtel 4 étoiles, un grand restaurant (classé deux étoiles au Guide Michelin), une boîte de nuit (La Mare au Diable), le château médiéval d'Uriage, le parc thermal où se déroule en septembre le festival Uriage en voix, cinq terrains de tennis en terre battue traditionnelle.
La fontaine de la déesse grecque guérisseuse Hygie est un monument positionné dans l'axe de l'entrée de l'établissement thermal réalisé en 1847 par le sculpteur grenoblois Victor Sappey.
En outre, la station d'Uriage est positionnée à proximité de la réserve naturelle nationale du lac Luitel et à sept kilomètres du musée de la Révolution française à Vizille.

Quelques photos liées à la station thermale
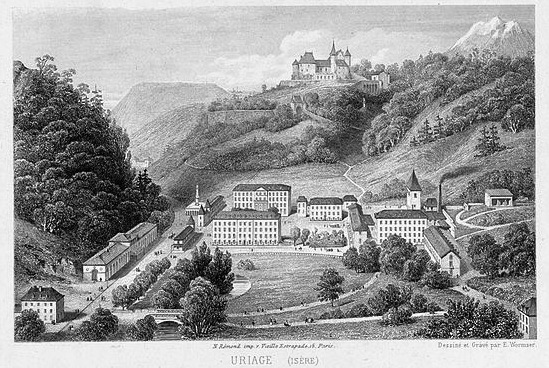
La station thermale dominée par le château d'Uriage sur une gravure du XIXe siècle.
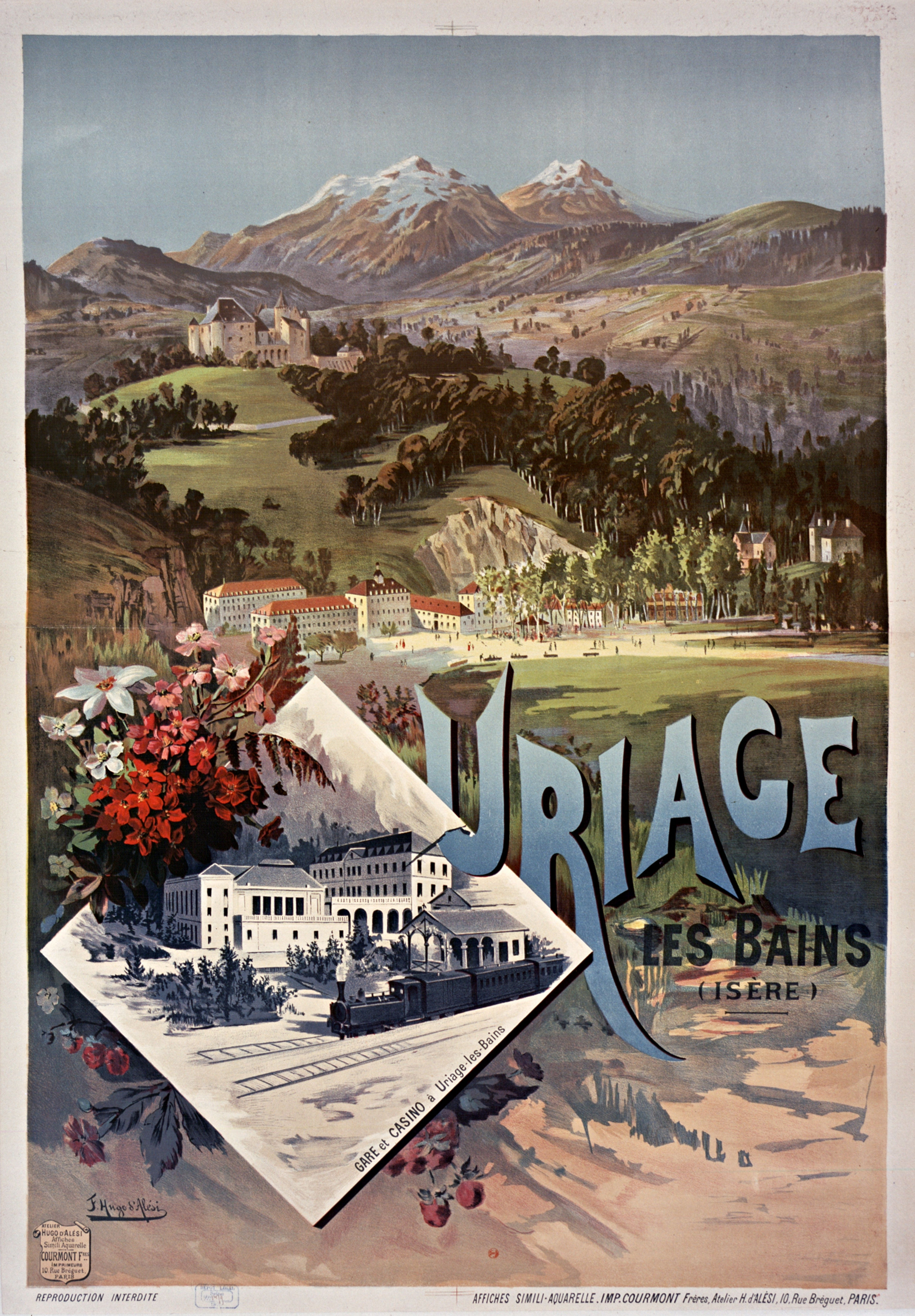
Affiche de la Compagnie des chemins de fer de Paris à Lyon et à la Méditerranée (PLM) : « Uriage les bains (Isère) », par Hugo d'Alesi, 1895
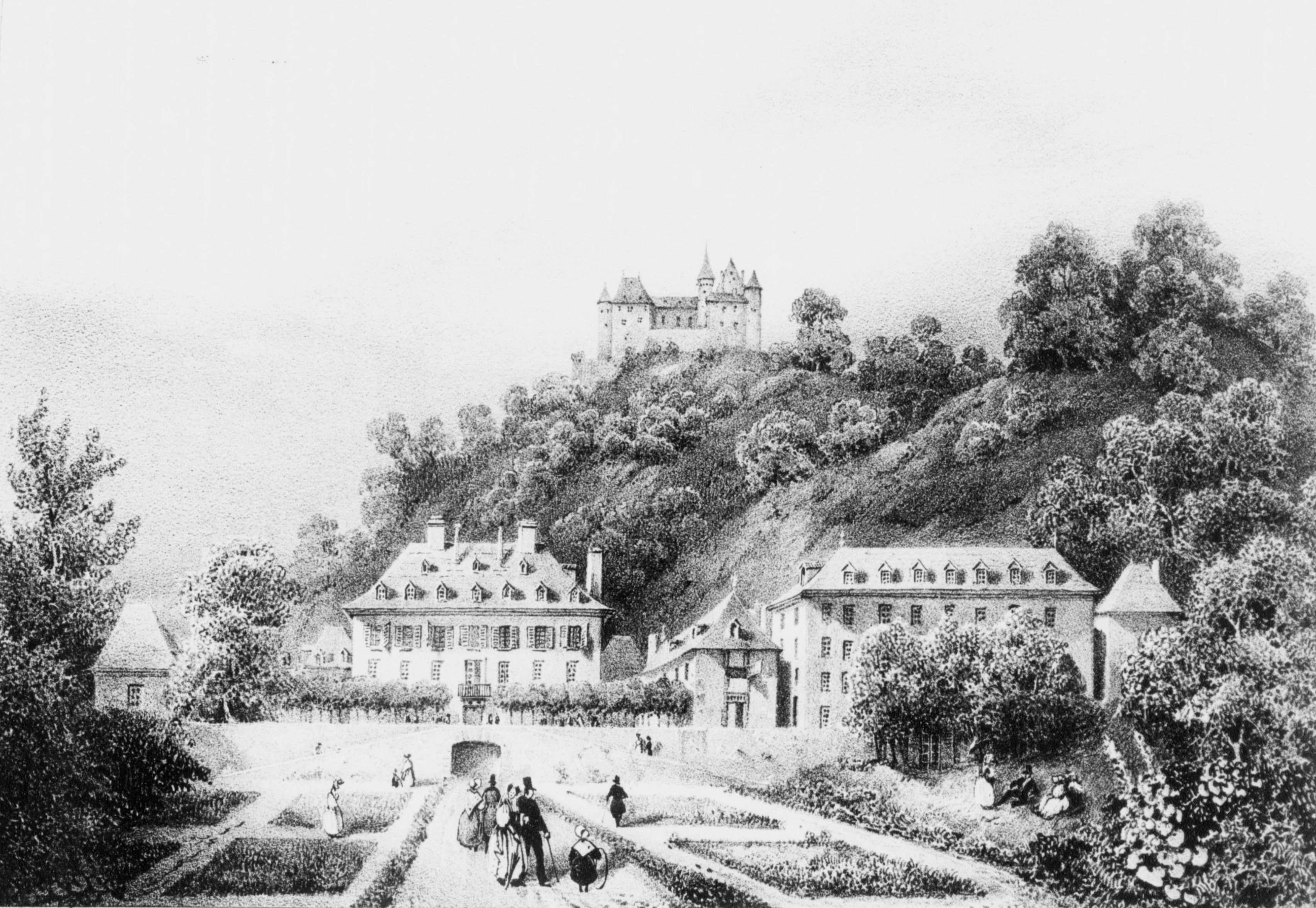
Les bains d'Uriage, lithographie de Victor Cassien, début XXe siècle.
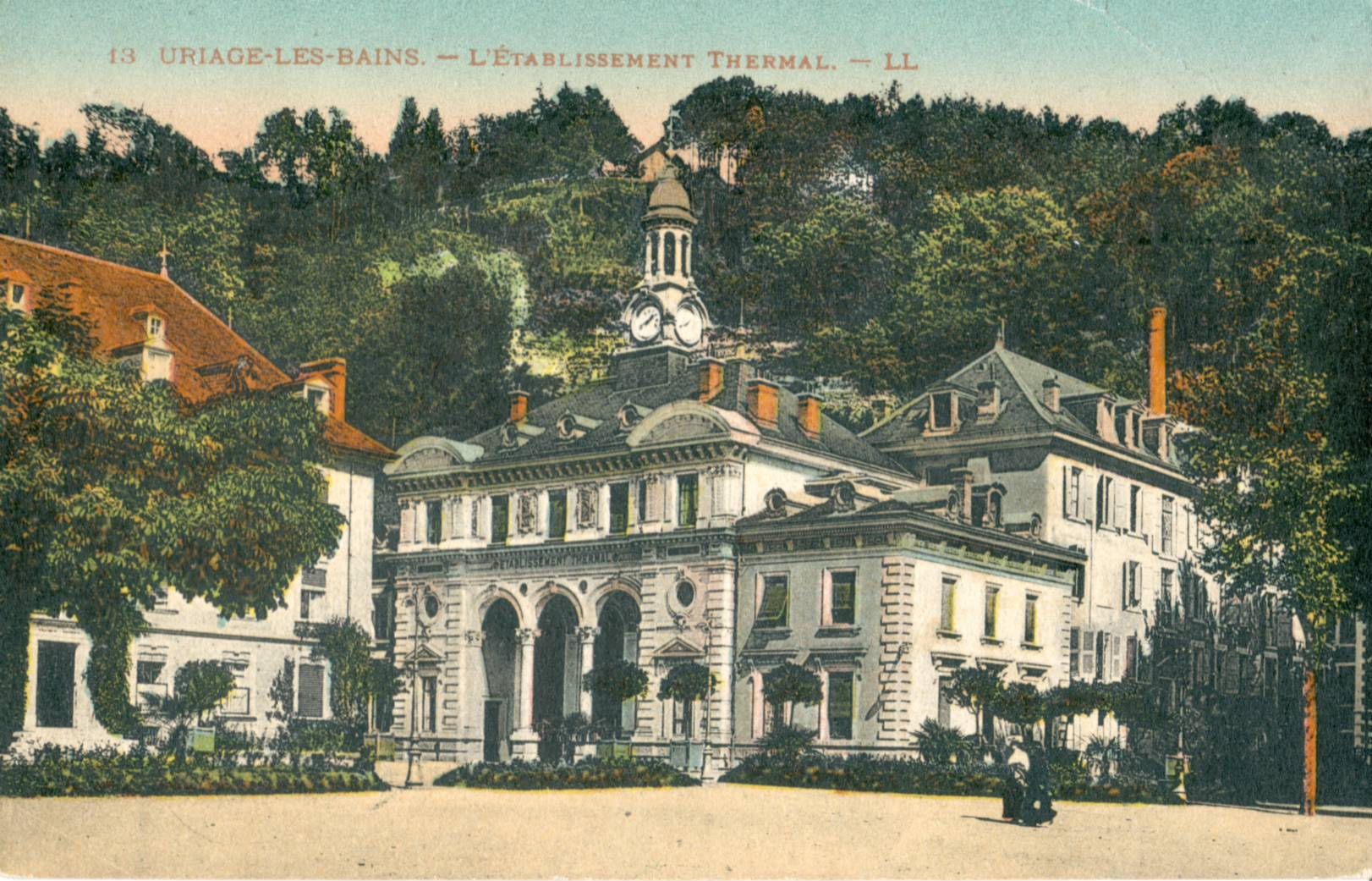
L'établissement thermal et les premiers hôtels de la société thermale au début du XXe siècle.
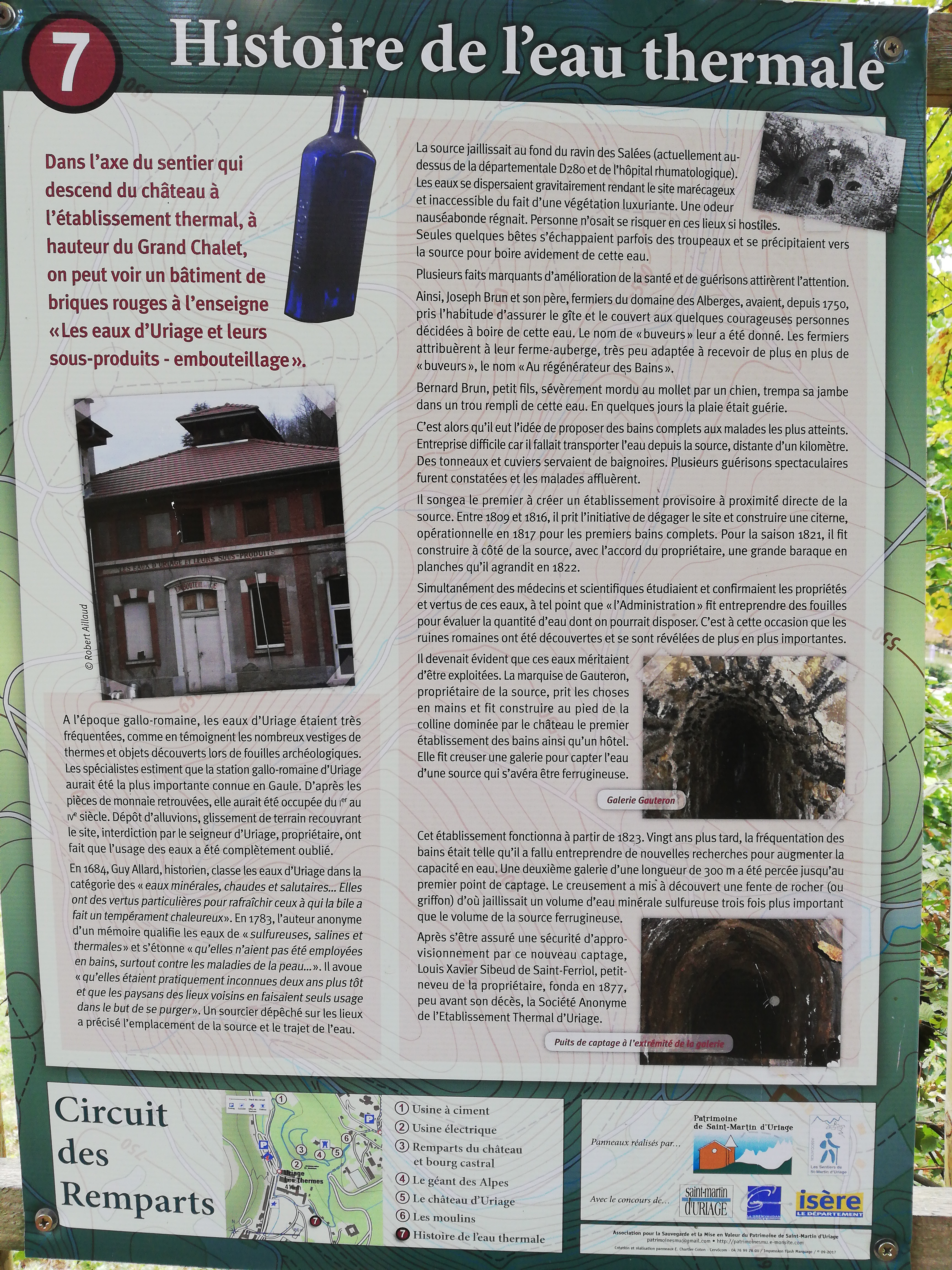
Panneau sur l'histoire de l'eau thermale à Uriage-les-bains (Saint-Martin-d'Uriage).
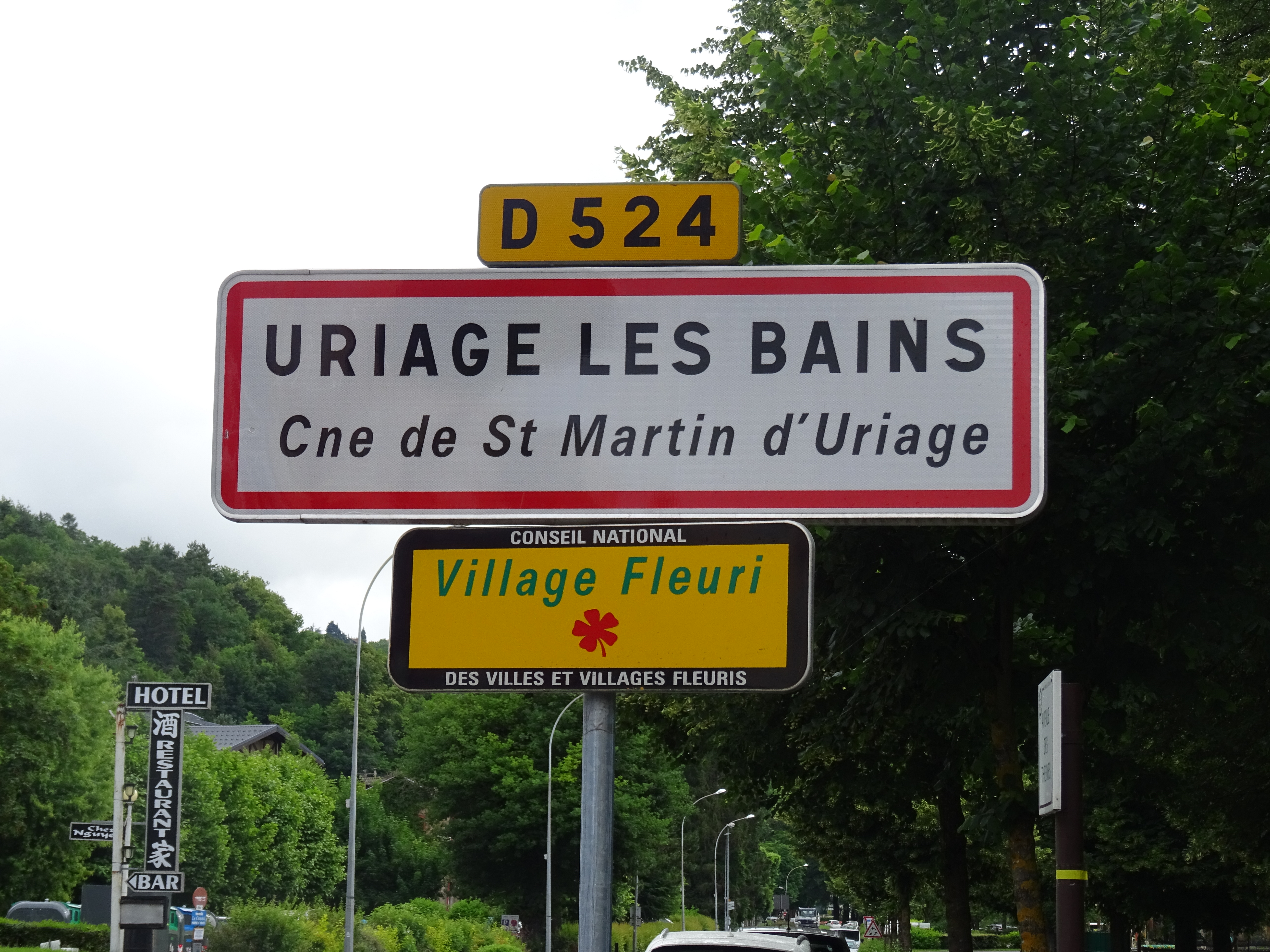
Pancarte d'entrée dans Uriage-les-bains, depuis Vaulnaveys-le-Haut, sur la route départementale 524.
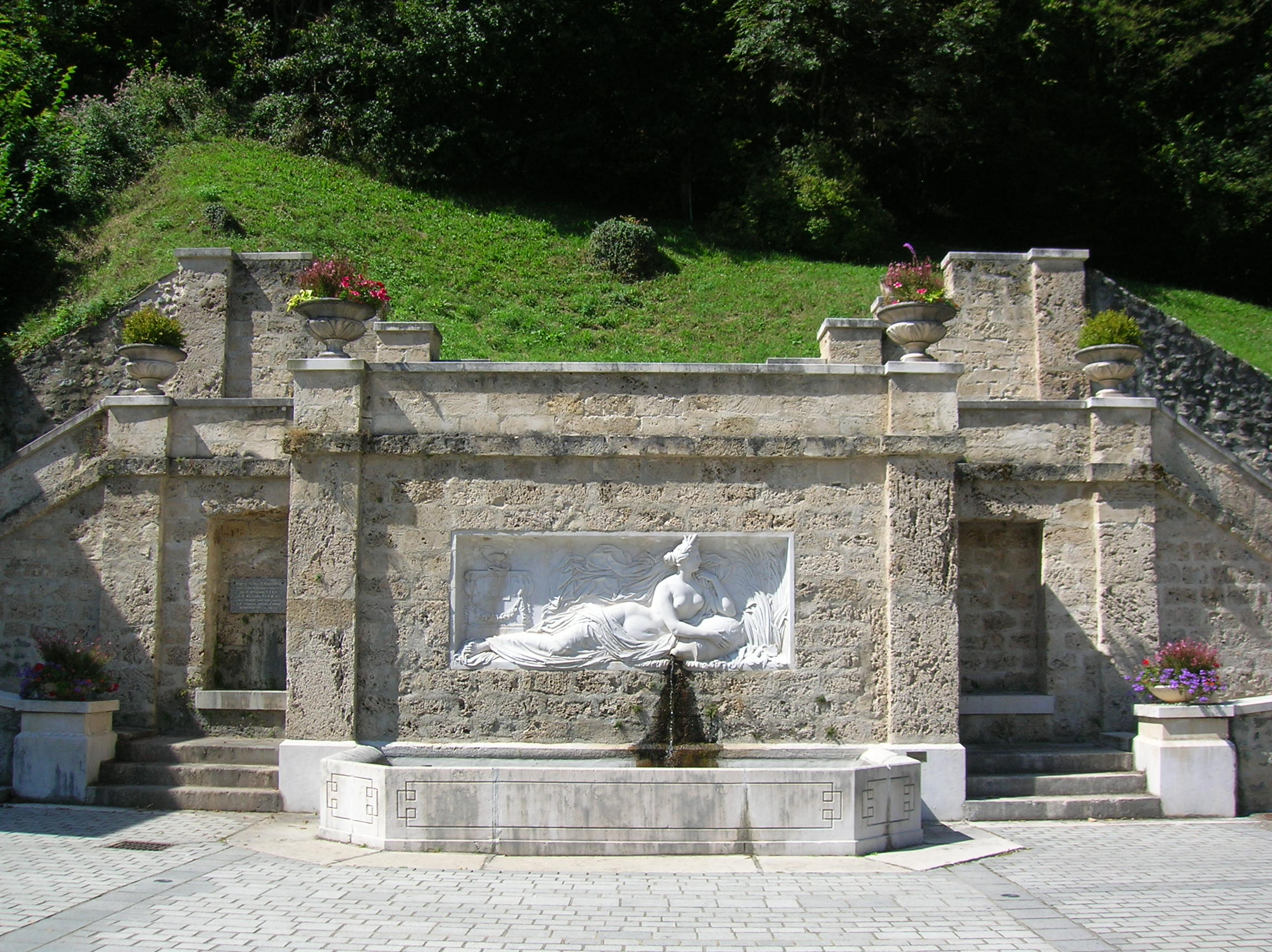
Fontaine d'Hygie à l'entrée de la station.

## Personnalités liées à la commune
- Pierre Dunoyer de Segonzac dirigea l'École des cadres d'Uriage durant la Seconde Guerre mondiale.
- Pierre Adolphe Adrien Doyon, dermatologue, participa au développement du centre de la cure thermale d'Uriage.
- Louis de Saint-Ferriol, bienfaiteur de la commune.
- La marquise Madeleine Françoise de Gauteron (ou Gautheron), fondatrice de l'établissement thermal d'Uriage.
- Baptiste Alexis Victor Legrand, homme politique (né en 1791 - mort à Uriage en 1848).
- Nicolas-François de Langon, seigneur d'Uriage député aux Etats Généraux de 1789.
- La famille Alleman, seigneurs d'Uriage et de Revel, éteinte au XVIe siècle
- Soffrey Alleman, dit le « Capitaine Molard » (? - Ravenne 1512), baron d'Uriage, lieutenant général du Dauphiné, capitaine général des gens de pied de l'armée du roi en Italie, compagnon d’armes de Pierre Terrail de Bayard, dit le chevalier Bayard (1476-1524)

## Accès

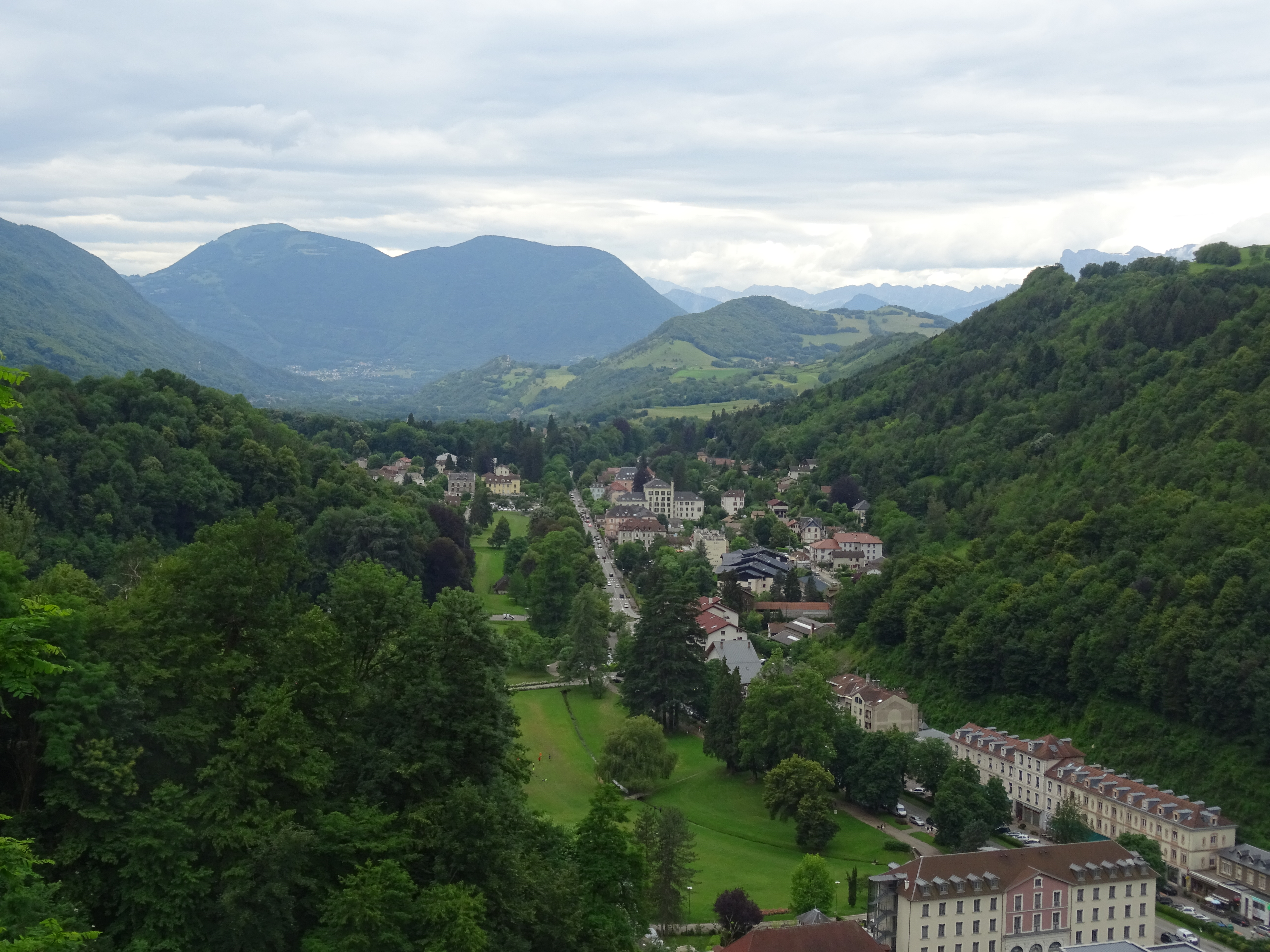
Uriage (et Vaulnaveys-le-Haut), vues de la terrasse du château d'Uriage.

La station est desservie par la ligne 23 de la TAG.
Les cars région Auvergne Rhône-Alpes T87, T88 et T89 desservent également plusieurs arrêts sur la commune, depuis Grenoble et la gare de Grenoble Universités Gières, jusqu'à Chamrousse.